# Augustyn Yi Kwang-hŏn
Św. Augustyn Yi Kwang-hŏn (ko. 이광원 아우구스티노) (ur. 1787 r. w Kwangju, Korea – zm. 24 maja 1839 r. w Seulu) – katechista, męczennik, święty Kościoła katolickiego.
Augustyn Yi Kwang-hŏn urodził się w rodzinie arystokratycznej, z której pochodziło wielu męczenników z 1801 r. Augustyn Yi Kwang-hŏn został katechistą, a jego dom stał się miejscem spotkań katolików. W czasie prześladowań został aresztowany razem z żoną, córką i dwoma synami. Dał on świadectwo wiary razem z młodszym bratem Janem Chrzcicielem Yi Kwang-nyŏl (ściętym 20 lipca 1839 r.), żoną Barbarą Kwŏn Hŭi (ściętą 3 września 1839 r.) i córką Agatą Yi (uduszoną 9 stycznia 1840 r.). Po okrutnych torturach Augustyn Yi Kwang-hŏn został ścięty 24 maja 1839 r. razem z 8 innymi katolikami (Magdaleną Kim Ŏb-i, Anną Pak A-gi, Agatą Yi So-sa, Agatą Kim A-gi, Barbarą Han A-gi, Łucją Pak Hŭi-sun, Damianem Nam Myŏng-hyŏg i Piotrem Kwŏn Tŭg-in).
Dniem jego wspomnienia jest 20 września (w grupie 103 męczenników koreańskich).
Beatyfikowany 5 lipca 1925 r. przez papieża Piusa XI, kanonizowany 6 maja 1984 r. przez Jana Pawła II w grupie 103 męczenników koreańskich.